# Оптическое общество
Опти́ческое о́бщество (англ.  The Optical Society (OSA), Optica) — международное научное сообщество, объединяет учёных, инженеров, преподавателей, студентов и лидеров бизнеса, работающих в области оптики и фотоники.

## История
Организация создана в 1916 году в Рочестере, штат Нью-Йорк, США, под названием The Optical Society of America (OSA). В 2008 году в связи с расширением своей международной деятельности она стала именоваться The Optical Society (OSA), а в 2021 году — Optica.

## Деятельность
Свою задачу Общество видит в том, чтобы способствовать развитию научных исследований, практическому использованию их результатов и распространению знаний по всему миру. Цели общества являются научными, техническими и образовательными.
Вскоре после своего основания OSA начало публиковать научные журналы с результатами исследований в области чистой и прикладной оптики и смежных дисциплин. Организуются ежегодные семинары и конференции. Присуждается ряд престижных наград по различным направлениям оптики.
В 2012 году численный состав организации превышал 17 000 человек из более чем 100 стран мира. Приблизительно 52 % членов общества и около 70 % авторов статей, публикуемых в журналах, издаваемых обществом, проживают вне США. Более двухсот компаний являются корпоративными членами общества. Кроме того, OSA насчитывает около 275 студенческих подразделений (OSA Student Chapter) более чем в 50 странах.

## Журналы
Основные журналы, издаваемые Обществом:
- Advances in Optics and Photonics — публикует обзоры (с 2009),
- Applied Optics — публикует работы по прикладной оптике (с 1962),
- Biomedical Optics Express — публикует работы по применениям оптики и фотоники в науках о жизни (с 2010),
- Journal of the Optical Society of America (1917—1983), разделился на два журнала:
  - Journal of the Optical Society of America A — публикует работы по классической оптике и оптике изображений (с 1984),
  - Journal of the Optical Society of America B — публикует работы по лазерной физике, квантовой и нелинейной оптике (с 1984),
- Optica — быстрая публикация результатов высокого уровня по всем разделам оптики (с 2014),
- Optica Quantum — публикует работы об использовании оптики для квантовой информатики и квантовых технологий (с 2023),
- Optical Materials Express — публикует работы о новых оптических материалах (с 2011),
- Optics and Photonics News — новостное издание Общества (с 1975, в 1975—1989 издавался как Optics News),
- Optics Express — журнал открытого доступа, публикующий работы по всем разделам оптики (с 1997),
- Optics Letters — быстрая публикация коротких статей по всем разделам оптики (с 1977),
- Optics Continuum — публикует технически корректные статьи по всем разделам оптики, не обращая внимания на значимость или новизну (с 2022, в 2018—2021 издавался как OSA Continuum).

Партнёрские журналы:
- Applied Spectroscopy — издаётся совместно с Обществом прикладной спектроскопии (с 1951),
- Chinese Optics Letters — издаётся совместно с Китайским оптическим обществом (с 2003),
- Current Optics and Photonics — издаётся совместно с Корейским оптическим обществом (с 2017, в 2006—2017 издавался как Journal of Optical Society of Korea),
- Journal of Display Technology — издавался совместно с IEEE (2005—2016),
- Journal of Optical Communications and Networking — издаётся совместно с IEEE (с 2009, в 2002—2009 издавался как Journal of Optical Networking),
- Journal of Lightwave Technology — издаётся совместно с IEEE (с 1998),
- Journal of Near Infrared Spectroscopy — издаётся совместно с SAGE Publishing (с 1993),
- Journal of Optical Technology — перевод на английский российского «Оптического журнала» (с 1999),
- Photonics Research — издаётся совместно с Китайским оптическим обществом (с 2013).

## Награды
В настоящее время Общество присуждает следующие награды
- Медаль Фредерика Айвса — высшая награда, за общий вклад в оптику (с 1928)
- Медаль Эстер Хоффман Беллер[англ.] — за вклад в образование в области оптики (с 1993)
- Премия имени Макса Борна — за вклад в физическую оптику (с 1982)
- Stephen D. Fantone Distinguished Service Award — за деятельность на благо Оптического общества (с 1973)
- Michael Stephen Feld Biophotonics Award — за вклад в биофотонику (с 2012)
- Премия имени Пола Формана за выдающиеся технические достижения[англ.] — за технический вклад в оптическую инженерию (с 1989)
- Joseph Fraunhofer Award/Robert M. Burley Prize — за исследовательский вклад в оптическую инженерию (с 1982)
- The Joseph W. Goodman Book Writing Award — за выдающуюся книгу по оптике и фотонике (с 2005)
- Премия Ника Холоньяка — за вклад в оптику полупроводниковых устройств и оптических материалов (с 1997)
- Robert E. Hopkins Leadership Award — за влияние на оптическое сообщество (с 1997)
- Медаль Эдвина Лэнда[англ.] — за исследования, приведшие к изобретениям, технологиям и продуктам (с 1992)
- Sang Soo Lee Award — за локальное лидерство в оптике и фотонике (с 2013)
- Emmett N. Leith Medal — за вклад в оптическую обработку информации (с 2006)
- Премия Эллиса Липпинкотта[англ.] — за вклад в колебательную спектроскопию (с 1975)
- Медаль Адольфа Ломба[нем.] — за вклад в оптику на раннем этапе карьеры (с 1940)
- Leonard Mandel Quantum Optics Award — за вклад в статистическую и квантовую оптику (с 2023)
- C.E.K. Mees Medal — за междисциплинарное использование оптики (с 1961)
- Премия Уильяма Меггерса[англ.] — за работу по спектроскопии (с 1970)
- Медаль Дэвида Ричардсона[англ.] — за вклад в оптическую инженерию в коммерческом и индустриальном секторе (с 1966)
- Kevin P. Thompson Optical Design Innovator Award — за вклад в дизайн линз, оптическую инженерию или метрологию на раннем этапе карьеры (с 2017)
- Edgar D. Tillyer Award — за работу в области зрения (с 1953)
- Премия Таунса — за вклад в квантовую электронику (с 1980)
- OSA Treasurer's Award — за организационную работу сотрудника Оптического общества (с 2016)
- Премия Джона Тиндаля[англ.] — за вклад в волоконную оптику (с 1987)
- Премия Герберта Вальтера[нем.] — за вклад в квантовую оптику и атомную физику (с 2008)
- Премия Р. В. Вуда — за выдающееся открытие или изобретение (с 1975)

Более не присуждаемые награды:
- Allen Prize — за достижение, сделанное аспирантом (1990—2004)
- Archie Mahan Prize — за лучшую статью в журнале Optics & Photonics News (1994—2004)
- Dekker Foundation Student Scholarship Award — стипендия для студентов в области оптики и фотоники (2003—2005)
- New Focus/Bookham Student Award — студенческая награда (2002—2008)

## Президенты OSA
- 1916—1917: Perley G. Nutting[англ.]
- 1918—1919: Frederick Eugene Wright[англ.]
- 1920: Floyd K. Richtmyer[англ.]
- 1921: James P. C. Southall[англ.]
- 1922—1923: Leonard T. Troland[англ.]
- 1924—1925: Herbert E. Ives[англ.]
- 1926—1927: William E. Forsythe[англ.]
- 1928—1929: Irwin G. Priest[англ.]
- 1930—1931: Loyd A. Jones[англ.]
- 1932: Eugene C. Crittenden[англ.]
- 1933—1934: Wilbur B. Rayton[англ.]
- 1935—1936: Arthur C. Hardy[англ.]
- 1937—1938: Roswell Clifton Gibbs[англ.]
- 1939—1940: Kasson S. Gibson[англ.]
- 1941—1942: Archie G. Worthing[англ.]
- 1943—1944: August H. Pfund[англ.]
- 1945—1946: George R. Harrison[англ.]
- 1947—1948: Rudolf Kingslake[англ.]
- 1949—1950: William F. Meggers[англ.]
- 1951—1952: Brian O'Brien[англ.]
- 1953—1954: Deane B. Judd[англ.]
- 1955—1957: Ralph A. Sawyer[англ.]
- 1958: Irving C. Gardner[англ.]
- 1959: John D. Strong[англ.]
- 1960: James G. Baker[англ.]
- 1961: Wallace R. Brode[англ.]
- 1962: David MacAdam[англ.]
- 1963: Stanley S. Ballard[англ.]
- 1964: Richard C. Lord[англ.]
- 1965: Seibert Q. Duntley[англ.]
- 1966: Van Zandt Williams[англ.]
- 1967: John A. Sanderson[англ.]
- 1968: Arthur F. Turner[англ.]
- 1969: Karl G. Kessler[англ.]
- 1970: W. Lewis Hyde[англ.]
- 1971: Bruce H. Billings[англ.]
- 1972: Эден Мейнел
- 1973: Robert E. Hopkins[англ.]
- 1974: F. Dow Smith[англ.]
- 1975: Артур Леонард Шавлов
- 1976: Boris P. Stoicheff[англ.]
- 1977: Peter Franken[англ.]
- 1978: Emil Wolf[англ.]
- 1979: Dudley Williams[англ.]
- 1980: Warren J. Smith[англ.]
- 1981: Anthony J. DeMaria[англ.]
- 1982: Robert P. Madden[англ.]
- 1983: Kenneth M. Baird[англ.]
- 1984: Donald R. Herriott[англ.]
- 1985: Robert R. Shannon[англ.]
- 1986: Jean M. Bennett[англ.]
- 1987: Robert G. Greenler[англ.]
- 1988: William B. Bridges[англ.]
- 1989: Herwig Kogelnik[англ.]
- 1990: Richard L. Abrams[англ.]
- 1991: John N. Howard[англ.]
- 1992: Joseph W. Goodman[англ.]
- 1993: Elsa M. Garmire[англ.]
- 1994: Robert L. Byer[англ.]
- 1995: Tingye Li[англ.]
- 1996: Duncan T. Moore[англ.]
- 1997: Janet S. Fender[англ.]
- 1998: Gary C. Bjorklund[англ.]
- 1999: Anthony E. Siegman[англ.]
- 2000: Erich P. Ippen[англ.]
- 2001: Richard C. Powell[англ.]
- 2002: Anthony M. Johnson[англ.]
- 2003: G. Michael Morris[англ.]
- 2004: Peter L. Knight[англ.]
- 2005: Susan Houde-Walter[англ.]
- 2006: Eric Van Stryland[англ.]
- 2007: Joseph H. Eberly[англ.]
- 2008: Rod C. Alferness[англ.]
- 2009: Thomas M. Baer[англ.]
- 2010: James C. Wyant[англ.]
- 2011: Christopher Dainty[англ.]
- 2012: Tony Heinz
- 2013: Донна Стрикленд
- 2014: Philip H. Bucksbaum[англ.]
- 2015: Philip St. John Russell[англ.]
- 2016: Alan E. Willner[англ.]
- 2017: Eric Mazur[англ.]
- 2018: Иэн Уолмсли
- 2019: Ursula Gibson[англ.]
- 2020: Stephen D. Fantone[англ.]
- 2021: Constance J. Chang-Hasnain[англ.]
- 2022: Satoshi Kawata[англ.]
- 2023: Михаль Липсон
- 2024: Gerd Leuchs[англ.]